# Filipe Toledo
Pour les articles homonymes, voir Toledo.
Filipe Toledo est un surfeur professionnel brésilien né le 16 avril 1995 à Ubatuba, dans l'État de São Paulo, au Brésil.
Surfeur particulièrement réputé dans les petites vagues, il a remporté plusieurs compétitions sur le Championship Tour notamment grâce à ses manœuvres aériennes. À l'instar de son compatriote Gabriel Medina, champion du monde de surf en 2014, 2018 et 2021, Toledo fait partie de la nouvelle génération de surfeurs brésiliens également appelée « brazilian storm ».
Il décroche à son tour la couronne mondiale en 2022, en se hissant à la 1ère place à l'issue de la saison régulière de la World Surf League puis en remportant la phase finale opposant les 5 meilleurs surfeurs du classement.

## Biographie
Filipe Toledo est originaire d'Ubatuba, un spot de surf réputé du littoral de l'État de São Paulo. Il se révèle en 2011 en devenant champion du monde ISA des moins de 16 ans. Il intègre l'élite du surf mondial en 2013 à l'âge de 17 ans. En 2014, il devient champion du monde QS. En 2015, il remporte sa première victoire sur le CT lors du Quiksilver Pro Gold Coast face à l'Australien Julian Wilson. Il remporte au cours de la même saison le Oi Rio Pro à Rio de Janeiro face à l'Australien Bede Durbidge. Toujours en 2015, il remporte le Moche Rip Curl Pro Portugal à Peniche face à son compatriote Ítalo Ferreira et se classe 2e au général avant la dernière épreuve du Billabong Pipe Masters à Hawaï. Il termine finalement la saison à la 4e place.
Il commence sa saison 2016 au Quiksilver Pro Gold Coast avec le statut d'ultra favori. Il domine toute la compétition jusqu'au stade des demi-finales où il est contraint d'abandonner sur blessure. Cette blessure à la hanche et au dos l'empêche de participer aux deux compétitions suivantes, à Bells Beach et à Margaret River. Il signe son retour à la compétition avec une 9e place au Oi Rio Pro. Il participe au Hurley Pro à Trestles avec le statut de favori. Il est éliminé en demi-finale par le Sud-africain Jordy Smith, futur vainqueur de l'épreuve.

## Palmarès et résultats

### Saison par saison
- 2011 :
  - 3e du Quiksilver Brazil Open of Surfing à Rio de Janeiro (Brésil)
  - Champion du monde ISA des moins de 16 ans
  - Champion sudaméricain junior

- 2012
  - 2e du Burton Toyota Pro à Newcastle (Australie)
  - 3e du Relentless Boardmasters en Cornouailles (Angleterre)
  - 1er du Sooruz Lacanau Pro à Lacanau (France)
  - 2e du Coastal Edge ECSC à Virginia Beach (États-Unis)

- 2013 :
  - 3e du Quiksilver Pro France à Hossegor (France)

- 2014 :
  - 1er du Vans US Open of Surfing à Huntington Beach (États-Unis)
  - 1er du O'Neill SP Prime à Maresias (Brésil)
  - Champion du monde QS 2014

- 2015 :
  - 1er du Quiksilver Pro Gold Coast à Gold Coast (Australie)
  - 1er du Oakley Lowers Pro à Lower Trestles (États-Unis)
  - 1er du Oi Rio Pro à Rio de Janeiro (Brésil)
  - 3e du Vans US Open of Surfing à Huntington Beach (États-Unis)[5]
  - 3e du Hurley Pro à Trestles (États-Unis)[6]
  - 1er du Moche Rip Curl Pro Portugal à Peniche (Portugal)[7]
  - 2e du Hawaiian Pro à Haleiwa sur le North Shore d'Oahu (Hawai)[8]

- 2016 :
  - 3e du Quiksilver Pro Gold Coast à Gold Coast (Australie)[9]
  - 1er du Vans US Open of Surfing à Huntington Beach (États-Unis)[10]
  - 3e du Hurley Pro à Trestles (États-Unis)[11]

- 2017 :
  - 3e du Drug Aware Margaret River Pro à Margaret River (Australie)
  - 1er du Corona J-Bay Open à Jeffreys Bay (Afrique du Sud)
  - 3e du Vans US Open of Surfing à Huntington Beach (États-Unis)
  - 1er du Hurley Pro à Trestles (États-Unis)

### Classements
| Année             | 2011 | 2012 | 2013 | 2014 | 2015 | 2016 | 2017 | 2018 | 2019 | 2020 | 2021 | 2022 |  |
| ----------------- | ---- | ---- | ---- | ---- | ---- | ---- | ---- | ---- | ---- | ---- | ---- | ---- |  |
| Championship Tour |      |      | 15e  | 17e  | 4e   | 10e  | 10e  | 3e   | 4e   |      | 2e   | 1er  |  |
| Qualifying Series | 153e | 26e  | 19e  | 1er  | 5e   | 24e  | 12e  | 78e  |      | 67e  |      |      |  |

## Filmographie
- View From A Blue Moon: lui-même